# Émile Henry
Émile Henry (26. září 1872, Barcelona – 21. května 1894 Paříž, Francie) byl francouzský anarchista, známý svým bombovým útokem na kavárnu Terminus v pařížské Gare Saint-Lazare, při kterém byl jeden člověk zabit a dalších dvacet zraněno. Atentát byl Henryho odpovědí na popravu anarchisty Auguste Vaillanta.
Ačkoli jeho činnost v anarchistickém hnutí byla omezená, svými činy, a také kvůli svému mladému věku, získal velkou pozornost. Byl též vnímán jako jeden z prvních lidí rostoucí skupiny revolucionářů (převážně anarchistů), kteří se přihlásili k učení o "propagandě činem", které později vzalo život mnoha vládním osobnostem.
Na to, že Émile Henry vstoupil mezi anarchisty, měl vliv jednak obraz, který měl tento mladík o svém otci a jeho politických bojích, a také vliv Fortuného, jeho staršího bratra, který byl také aktivním příznivce anarchismu.
Dle vlastních slov se stal „nepřítelem společnosti“, kterou považoval za „zločineckou“.

## Život

### Narození a rodina
Emile Henry, vlastním jménem Joseph-Émile Félix[zdroj?] se narodil 26. září roku 1872 jako druhý syn do rodiny Fortuné Henryho a Rose Caubetové. Prvorozeným synem byl Jean Charles Fortuné, kterému se už brzy začalo říkat stejně jako jeho otci Fortuné, a 3. synem v pořadí byl Jules.
Otec Fortuné Henry byl svou povahou pravý buřič. Za svůj život se účastnil revoluce, poté povstání, a přitom ještě vedl neustálou revoluční rétoriku. Byl to syn kožešníka, který v raném mládí, jako teprve 16letý, opustil rodinu a vydal se na barikády během revoluce roku 1848. Za Druhé republiky se stal nejdříve republikánem, poté socialistou a za II. císařství se stal členem I. internacionály. Během povstání Komuny byl jednou z předních postav mezi povstalci, zastupoval 10. obvod a byl podepsán pod některými důležitými nařízeními. Během bojů s vojáky oficiální francouzské vlády řídil povstalecké ozbrojené síly z pařížské radnice. A poté co vojáci povolaní z Versailles postupovali Paříží a dobývali město kousek po kousku, přičemž se nemilosrdně vypořádávali s povstalci, se Fortunému podařilo uniknout v přestrojení za malíře. Uprchl do Barcelony, kde se setkal se svou manželkou. Návrat do Francie se stal nemožným po odsouzení Henryho v jeho nepřítomnosti k trestu smrti pro jeho účast na povstání.
Ve Španělsku se rodině dařilo. Fortuné pracoval převážně jako dělník a horník a časem se vypracoval do pozice vedoucího jednoho z dolů. V Barceloně se v té době začalo rozvíjet anarchistické hnutí a po obvinění Fortuné Henryho z účasti v tomto hnutí byl rodině zabaven majetek. Jelikož ve Francii roku 1880 dostali všichni odsouzení komunardi amnestii, mohla rodina pomýšlet na návrat do vlasti. Díky zásahu rodiny jim ve Francii nebyl zkonfiskován majetek jako jiným bývalým komunardům. Usadili se v Brévannes, vesnici asi 15 kilometrů od Paříže, která byla za prusko-francouzské války vydrancována.

### Vzdělání
U malého Émila se už od velmi mladých let začal projevovat nadměrný intelekt. V šesti letech dosáhl v povinné zkoušce v první třídě takového výsledku, že si za to vysloužil písemné ocenění jménem španělského krále předané starostou Barcelony.
V deseti letech získal Émile stipendium na školu ve Fontenay-sous-Bois. Bylo to především díky pomoci bývalého komunarda z Pařížské radnice, která zajistila Émilovi bezplatné vzdělání. Na této škole měl vynikající prospěch a za 2 roky získal pověst skvělého žáka. Učitel mu doporučil ucházet se o stipendium v dalších vyšších školních zařízeních. Émile uspěl a získal částečné stipendium na École primaire supérieure Jean-Baptiste Say v Auteuil, na západním okraji Paříže, druhou polovinu stipendia uhradila Markýza de Chambord. Na této škole opět získával skvělé známky a těšil se také velké popularitě jak mezi kamarády, tak mezi učiteli. Jeden z nich o něm například pronesl: „Můžu na tomto žáku jen chválit jeho charakter, chování a výkony“, další zase tvrdil, že je to „modelový student, který měl mimořádně vyspělý charakter, velmi mírnou povahu.“ Pro jiného učitele to byl zase nejtalentovanější žák, kterého kdy měl. Émile získával ocenění za vynikající prospěch a v 16 letech složil maturitní zkoušku v technických oborech, fyzice, matematice a chemii. Se spolužáky a s učiteli z této školy udržoval nadále kontakt, což svědčí o jeho přívětivé a přátelské povaze. V dalším studiu hodlal pokračovat na jedné z vysokých škol. Podle svého technického zaměření usiloval o místo na École polytechnique, škole založené Napoleonem mající za úkol vzdělávat nové armádní důstojníky-inženýry. Ovšem po složení písemné zkoušky Henry odmítl nastoupit k ústní. Důvod, který uvedl až při svém soudním přelíčení, spočíval v jeho přesvědčení. Netoužil stát se militantním, nechtěl být nucen ke „střílení na nešťastné jako ve Fourmies.“

### Pracovní zkušenosti
V 17 letech si začal hledat zaměstnání a našel jej u svého strýce inženýra Jeana Bordenave jako jeho tajemník. Měl na starost prakticky všelijakou výpomoc a nezřídka svého strýce zastupoval i během samotných prací. Tuto práci si velmi chválil a byl velmi rád, když jeho strýc získal zakázku v Benátkách. Během prací na novém benátském vodovodním potrubí a kanalizaci ale došlo mezi oběma muži k roztržce, pravděpodobně ohledně Bordenaveova požadavku na dozor, snad i tajný, v některých případech, nad dělníky. Můžeme zde sledovat první jasný důkaz Émilova sociálního postoje, což ovšem pro jeho strýce byl spíše důkaz mladické naivity. Vrátil se tedy do Paříže, kde se ubytoval u svého bratra Fortuného. Tři měsíce hledal zaměstnání, a právě tyto tři měsíce bídy se staly počátkem jeho sociální angažovanosti.

### Počátek politické angažovanosti
Nejdříve Henry navštěvoval skupinku komunisticko-anarchistické mládeže, kde se seznamoval s hlavními myšlenkami hnutí a s jejími představiteli. Zatímco jeho bratr Fortuné se na začátku roku 1892 stal jedním z důležitých řečníků anarchismu, mladší Henry se zaměřil na organizování ať už více či méně veřejných schůzí. Takto měl příležitost se seznámit s mnohými anarchisty působícími ať už na předměstí Paříže, zvláště v oblasti kolem Clichy, a poté v samotné Paříži. Pokud bych měl mezi nimi vybrat jen některá zajímavější jména, pak by šlo o Constantina Martina, Paul Recluse a Jacques Prola. Emile Henry se rychle začlenil do anarchistického hnutí a jeho jméno vešlo mezi ostatními compagnons ve známost, zvláště díky jeho odhodlání a inteligenci. Jeho první vážnější příspěvek se týkal debaty ohledně účasti anarchistů na průvodech 1. května 1892. V letech 1890 a 1891 ještě anarchisté zůstávali během prvomájových manifestací spíše mírní, i když se vyskytly excesy, ovšem nyní na počátku ledna 1892 spustil Sébastien Faure kampaň proti 1. máji. Jeho názor rozpoutal debatu a proti němu vystoupila řada anarchistů ve sloupcích časopisu La Révolte. Důvodem bylo jak odmítnutí jeho tezí, tak i neoprávněné použití jejich podpisů pod kampaní. Henry jméno se zde vyskytlo mimo jiné spolu s Pougetovým a Malatovým, což naznačuje, že v této době již byl naplno přijat do anarchistické strany. Po březnových atentátech Ravachola z roku 1892 se Emile účastnil debat ohledně hodnocení Ravacholových činů, kde zpočátku zastával anti-militaristické stanovisko a Ravacholovy činy odsuzoval. Přesto následoval svého bratra na mítink na podporu Ravachola, kde Fortuné vytáhl z kapsy objekt připomínající dynamit a prohlásil jej za prostředek odstranění buržoazie. Toto byl důvod, proč byli oba Henryové podezříváni z nelegální činnosti. Při domovní prohlídce u nich policisté našli mnoho výtisků socialistických a anarchistických brožur, včetně části italských novin s popisem výroby výbušnin, a revolveru s krabicí nábojů. Policie po výslechu musela Emila propustit, ale od této doby se již jméno Henry dostalo do hledáčku bezpečnostních složek. Následkem tohoto zatčení byl také Emile propuštěn z práce, neboť jeho zaměstnavatel chtěl zamezit poškození svého obchodního jména zaměstnáváním anarchisty.

### Události před prvním atentátem
Ve stejném roce (1892) také odmítl povolávací rozkaz, čímž se stal v očích armády dezertérem. Aby nebyl vyšetřován, zaslal své matce přes německého anarchistu fingovaný dopis z Berlína, ve kterém vysvětluje svůj odchod do Německa, právě z důvodu vyhnutí se vojenské službě. V této době také vstupuje do redakce časopisu L´En Dehors, založeném Zo d´Axou, kde pracuje zcela bezplatně na administrativních úkonech, zajišťuje korespondenci a vydávání časopisu. L´En Dehors se lišil v jednom bodě oproti dalším anarchistickým tiskovinám jako La Révolte a Le Pére Peinard, a to tím, že se nejednalo o časopis výlučně anarchistický. Jednalo se spíše o otevřenou platformu sjednocující levicové intelektuály, sympatizanty s anarchistickými myšlenkami a samotné anarchisty. Vycházel v nákladu 6000 výtisků na číslo a byl zaměřený spíše na elity hnutí. Bylo to uprostřed týmu redaktorů v L´En Dehors, kde byl Emile Henry permanentně vystaven debatě týkající se propagandy činem, což nepochybně zapříčinilo i další rozvoj jeho vlastních postojů k tomuto tématu. Postupně, stejně jako mnoho dalších anarchistů, začal obhajovat atentáty kvůli jejím ozvěnám v politice, jež šly využít jako propaganda anarchismu. Henry se také nadále odcizoval nejen vnějšímu světu ale i lidem uvnitř hnutí, kteří jej považovali za solitéra. Časově tedy zhruba v průběhu léta 1892 lze říci, že se Henryho postoj radikalizuje a on se stává přívržencem atentátů pod heslem propagandy činem. V této době, pokud bychom měli věřit policejním zprávám, následuje svého bratra do Montbrisonu, aby zastrašili soudce v Ravacholově procesu a zabránili jim v odsouzení k nejtěžšímu trestu. Další policejní raport hovoří o zbytku chemikálií, které se dostaly do Henryho rukou. Ve stejné době Henry usiluje o práci u hodináře, snad pod záminkou, aby se zdokonalil v ovládání jemné mechaniky potřebné k výrobě složitých výbušných zařízení. Na doporučení Henryho přítele anarchisty Mathy místo získává, ale dostavil se zde pouze dvakrát, než odjel do Bruselu. Po svém návratu vyjadřuje ve svém článku do L´En Dehors své přesvědčení založené na zkušenostech z Belgie o efektivitě propagandy činem.

### Atentáty

#### Carmaux
Dne 8. 10. 1892 Henry, pravděpodobně společně s dalšími komplici, zosnoval atentát mířený na sídlo Důlní společnosti z Carmaux v Paříži. Nálož umístěnou před vstupní dveře zaregistroval jeden ze vstupujících, který na tento na první pohled podezřelý objekt zabalený do zmačkaných novin ihned upozornil. Personál v budově se předmětu věnoval s krajní opatrností. Následně byla výbušnina vynesena za pomoci policistů ven a pomocníkem z kanceláře odnesena na policejní komisařství v Palais Royal, na ulici Bons-Enfants. Při zkoumání předmětu policisté kotlík obrátili, čímž spustili výbušný mechanismus. Jednalo se totiž o bombu na převrácení. Následovala obrovská exploze, která zabila 5 lidí a která se stala jednou z nejkrvavějších událostí v dějinách propagandy činem vůbec.

#### Uprchnutí a vývoj před dalším atentátem
Po atentátu se Henry rozhodnul uprchnout do Londýna. Henry se tu setkal s Enricem Malatestou, Charlesem Malatou nebo s Petrem Kropotkinem. Ovšem tyto osoby považoval za příliš umírněné. Více se setkával se skupinou příznivců individuální odpovědi a ilegálních činů, ve skutečnosti osob nepříliš valné pověsti. Tato skupina se příslušně nazývala Piniho mstitelé podle jednoho ze zastánců individuální odpovědi Piniho. To již Henry zcela zapustil kořeny v radikálním proudu anarchistického hnutí. Policejní zpráva nám umožňuje slyšet jeho výrok, že pouze „nepřerušovaná série atentátů a explozí“ umožní „kapitulaci kapitalistické společnosti.“ V únoru roku 1893 se navrací do Paříže, kde se setkává s mnoha anarchisty, přičemž již pravděpodobně plánoval další atentát. Ovšem v dubnu se vydává do Bruselu, aby se stal nejen svědkem ale i přímým účastníkem tamějších velkých manifestací, snad až povstání, za získání všeobecného volebního práva. Henry se navrací do Paříže v květnu roku 1893, pronajímá si pod falešným jménem malý pokoj v centru a nachází si práci jako zámečnický učeň. Na konci června opouští svůj byt a nejspíše se přidává k Ortizovi a jeho skupině, kterou Jean Maitron nazývá „banda zlodějů více či méně anarchistických.“ Je pravděpodobné, že se účastnil několika loupeží provedených právě touto skupinou, na což také bylo poukázáno při jeho procesu, ačkoliv nikdy dokázáno. Henry se navrací do Londýna, jelikož jeho původní úkol při odjezdu zněl získat nové prostředky pro hnutí, což se mu nejspíše podařilo (možná i díky loupežím). V Londýně se nadále setkává spíše s radikálními ilegalisty než s umírněnými anarchisty, sám při výslechu přiznal, že docházel do Klubu autonomie. Dle dalších policejních zpráv se Henry nacházel v opozici vůči anarchistům z Itálie, jež si přáli vytvořit nejdříve organizaci ve hnutí a učinit konec propagandě činem. V prosinci se po sérii cest, o nichž nejsou téměř žádné zprávy, jelikož Henry velmi dobře udržoval svou trasu v utajení, navrátil do Paříže. Jeho návrat zrovna korespondoval s bezprostřední dobou po atentátu Augusta Vaillanta v Poslanecké sněmovně. Henry zažil velké policejní represálie, mezi nimiž nechyběly první zákony proti anarchistům. 31. prosince byl proveden největší zátah proti anarchistům, když uskutečnilo na 2000 prohlídek a 50 zatčení. Tato vlna zatýkání a následné odsouzení k smrti Vaillanta 10. ledna 1894 rozpoutala v anarchistických kruzích hněv a rozhořčení, mnozí volali po odplatě. Henry se rozhodnul postavit se do čela této odvety vůči režimu a celé společnosti. Policejní zdroje od ledna věděly o Henryho návratu do Paříže a snažily se ho vysledovat, ovšem marně. On mezitím bydlel opět pod stejným falešným jménem jako minule na jiné adrese a, zatímco se choval jako poctivý dělník, byl v dopisním kontaktu s jinými anarchisty. Připravoval se na příhodnou dobu k odplatě. Ještě se vydal na cestu do St Etienne, aby si opatřil potřebnou výbušninu. Stačilo už si jen připravit výbušninu a vyčkávat.

#### Café Terminus

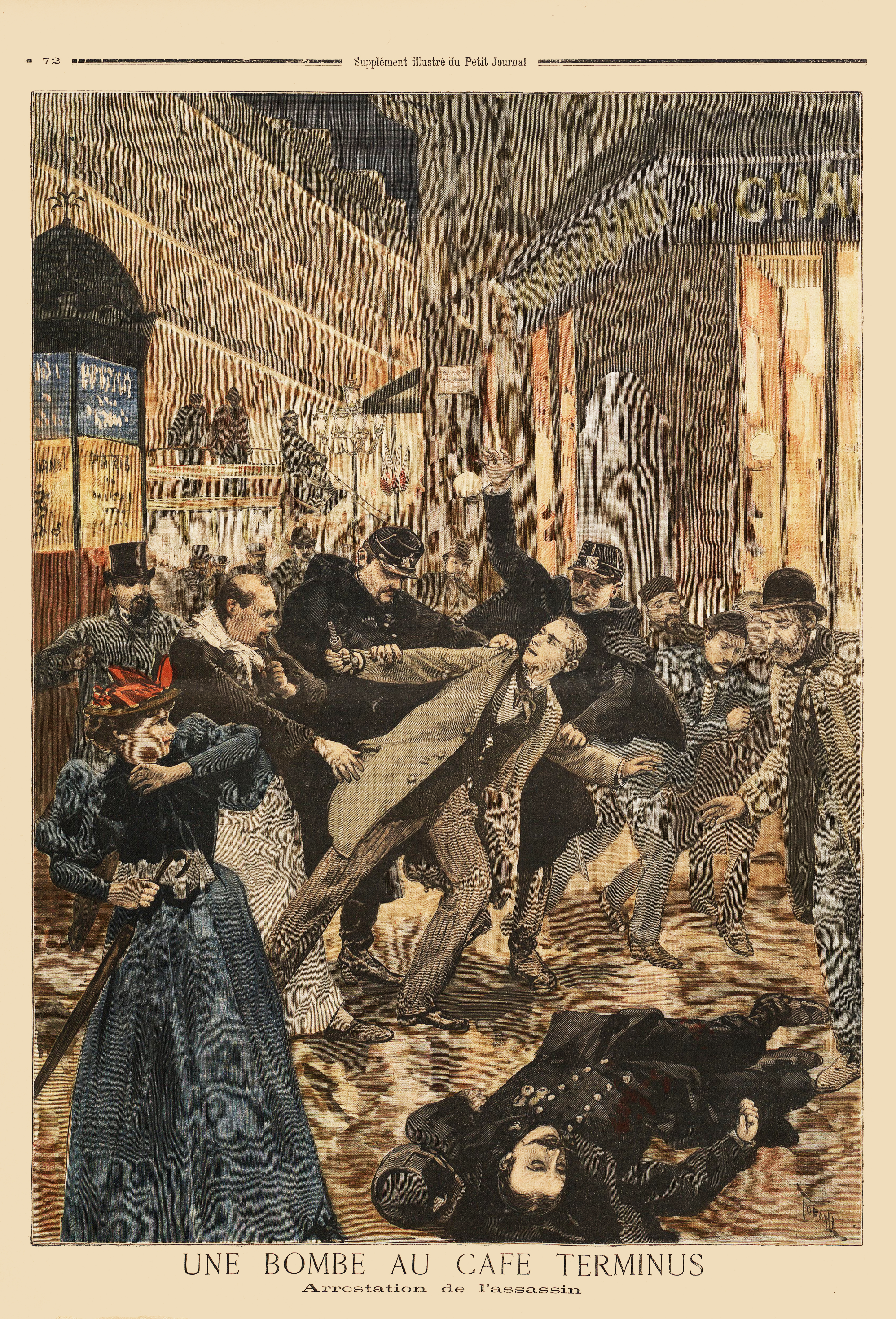
Zatčení Henryho

Doba útoku nastala několik dní po popravě Vaillanta, 12. 2. 1894. Vyzbrojil se revolverem s nabitým náboji upravenými tak, aby nadělaly co nejvíce škody, dále nožem a především výbušninou skrytou v malém kotlíku se zataveným víkem a doutnákem a vydal se na Avenue Opera, kde si nakonec pro svůj atentát vybral café Terminus. Počkal, až se dav před hrajícím orchestrem rozroste, a pak zapálil podomácku vyrobenou bombu a vrhnul ji do davu. Jen
šťastnou náhodou narazila do lustru a dopadla na zem, kde po dobu přibližně několika sekund kouřila a poté vybuchla. Exploze zranila 20 lidí, jeden z nich později svým zraněním podlehl. Ztráty by mohly být mnohem větší. Henryho původní záměr bylo zabít alespoň 15 lidí, to by ale bomba nesměla nenarazit do lustru a nedopadnout mimo hlavní část davu. Následovala scéna jako vystřižená z akčního filmu. Číšník z kavárny si všiml, jak Henry opouští v chaosu kavárnu, a vydal se za ním. Henry povšimnuv si toho vykřiknul: „Ach! Kde je ten bídák?“ Snažil se tím od sebe odpoutat pozornost, ovšem neúspěšně. Dal se tedy na útěk. Spolu s číšníkem z kavárny se za Henrym rozběhnul policista Francois Poisson, který byl zrovna na obchůzce venku na ulici. Na dalším rohu se k nim přidal muž, který Henryho chytnul za rameno, ale Henry na něj vystřelil z připraveného revolveru a utíkal dále. Kadeřník, který také uslyšel výbuch a sledoval podezřelého utíkajícího muže, byl terčem dalších výstřelů z Henryho zbraně. Nakonec ho dostihnul policista Poisson, a přestože byl zasažen posledními Henryho výstřely, povalil anarchistu na zem a po krátkém souboji se mu podařilo za pomoci dalších dvou přiběhnuvších policistů Henryho zneškodnit. Poté jej paradoxně museli bránit před rozzuřeným davem, načež jej následně odvedli na komisařství.

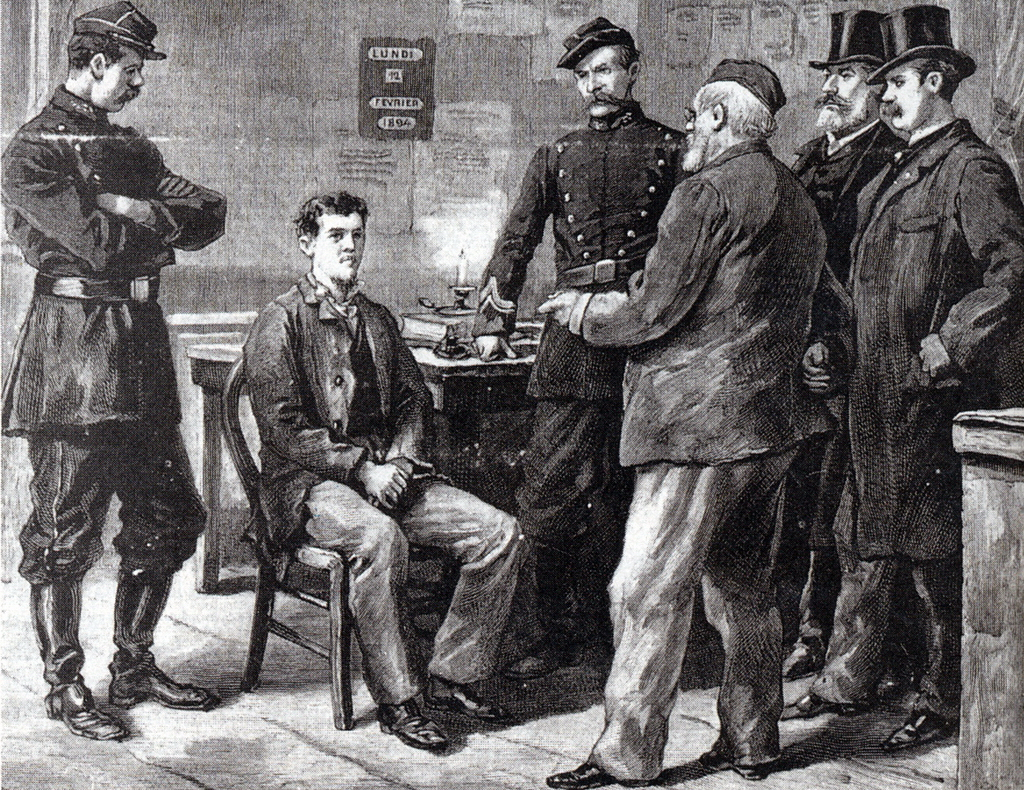
Výslech

#### Výslech a soud
Ihned při prvním výslechu Henry udal své falešné jméno a odmítal udat své bydliště. V tomto postoji zůstával po několik dní, což mimo jiné umožnilo, aby se jeho přátelé anarchisté vloupali do jeho pronajatého pokoje a ukradli odtud zbytek nepoužitého dynamitu, který byl podle původních Henryho záměrů určen na další atentáty. Poté náhle Henry během rozhovorů s dozorci ve věznici La Conciergerie přiznal své vlastní jméno. Když byl následně konfrontován s podezřelými z atentátu na ulici Bons-Enfants, které bezpochyby znal, neboť jednou z nich byla pravděpodobně jeho milenka, tak se k atentátu plně přiznal. 27. dubna 1894 začal soud s Emilem Henrym, státním žalobcem byl hlavní státní zástupce Bulot, známý z několika procesů proti anarchistům. Během svého soudu se Henry choval jako opravdový propagandista a to ve dvou směrech. Nejdříve se hrdě přihlásil ke svým činům, bez toho aniž by přiznal nejmenší výčitky nebo pochybnost týkající se jeho přesvědčení. Poté svým krokem přečíst dvou deklaraci, ve které shrnul svou životní dráhu a pohnutky k zapojení se do anarchistického hnutí, motivy vedoucí ho k atentátům a také především osvětlení podstaty boje anarchistů a cíle propagandy činem. Obžaloba pak ukázala Henryho jako bestii a zvíře, člověka postaveného zcela mimo společnost, který netouží než ji zničit. Zakrátko je vyřknut ortel, odsouzení k smrti, na který Henry reaguje v duchu anarchistů výkřikem: „Kamarádi, odvahu! Ať žije anarchie!“ ("Courage, camarades! Vive l'anarchie!")

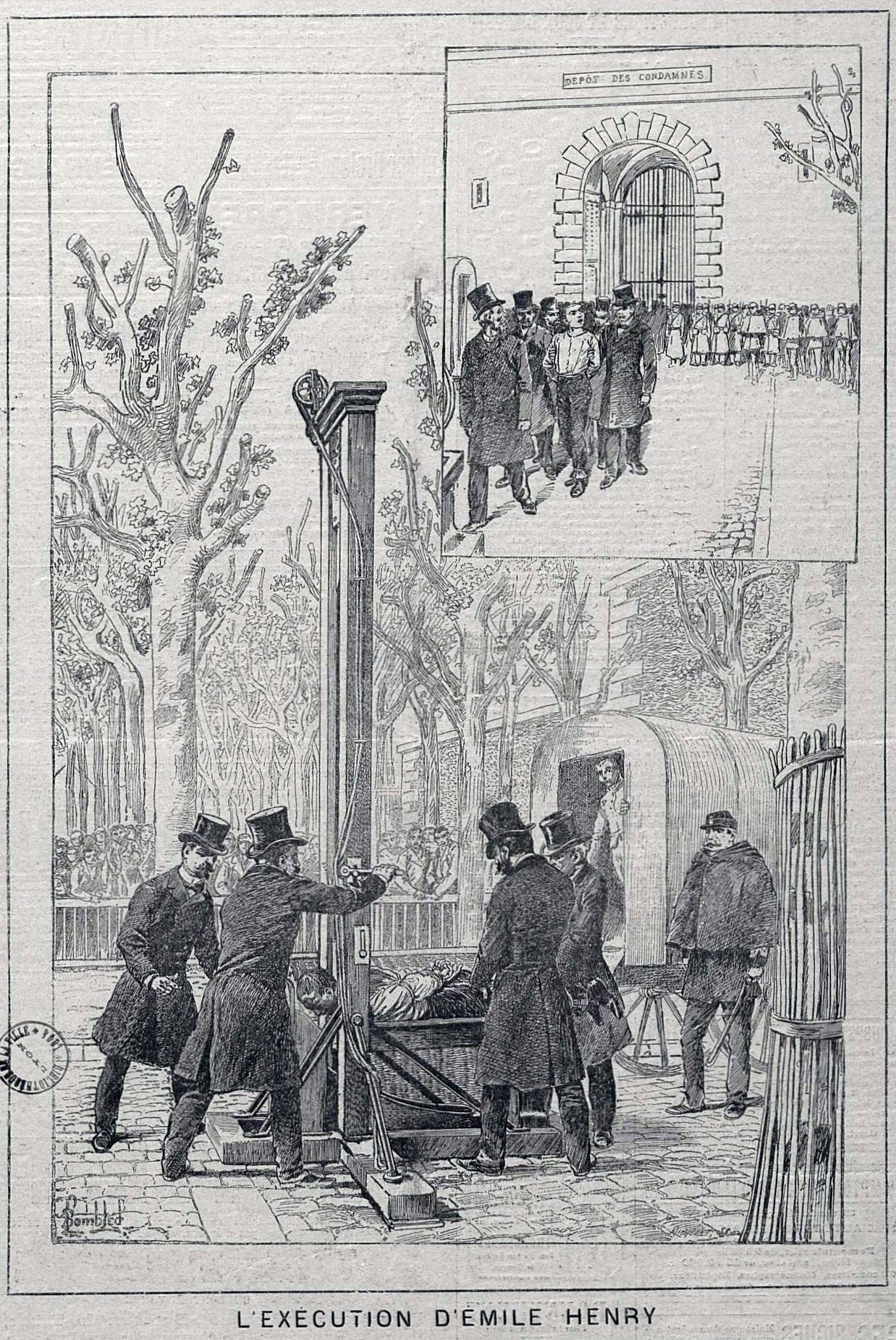
Poprava

### Poprava
Henry odmítá podepsat žádost o milost u prezidenta, ovšem ta je mu podstoupena stejně, protože se jednalo o administrativní proceduru, kdy všechny případy odsouzených k smrti byly automaticky přeposílány k posouzení prezidentu republiky. Prezident Carnot milost odmítl. Datum výkonu trestu bylo utajováno až do poslední chvíle, to aby bylo znemožněno anarchistům jakýmkoliv způsobem narušit průběh popravy. Nakonec to bylo 21. 5. 1894, kdy byl Emile Henry popraven ve věznici La Roquette gilotinou.

## Výňatky z Henryho projevu u soudu
Stal jsem se anarchistou teprve nedávno. Nebylo to dříve než v polovině roku 1891 když jsem se vrhl do revolučního hnutí. Dříve jsem žil v kruzích, které byly zcela prosáklé zavedenou morálkou. Byl jsem zvyklý respektovat a dokonce
milovat principy vlasti, rodiny, autority a majetku.
Bylo mi řečeno, že společenské instituce jsou založeny na spravedlnosti a rovnosti, ale všude kolem mě nevidím nic jiného než lži a podvody. Každý den jsem byl zbavován iluzí. Všude, kde jsem šel, byl jsem svědkem stejných utrpení u jedněch a stejných požitků u druhých.
(...) V nemilosrdné válce, kterou jsme vyhlásili buržoazii, neprosíme o slitování. Musíme se za své činy postavit. Z tohoto důvodu čekám na váš výrok s lhostejností. Vím, že moje hlava nebude poslední, kterou utnete (...) Přidají se ještě další jména na krvavý seznam mstící naše mrtvé.
Oběšeni v Chicagu, sťati v Německu, popraveni garotou v Xereze, zastřeleni v Barceloně, sťati na gilotině v Montbrisonu a v Paříži, našich mrtvých je mnoho; přesto jste nebyli schopni zničit anarchii. Její kořeny jsou hluboké, proudí ze samého lůna této zkažené společnosti, která se rozpadá, je to násilná odveta proti zavedenému pořádku, je to touha po rovnosti a svobodě, která vystupuje proti současnému autoritářství. Je všude. Je nezkrotná a skončí až tím, že vás porazí a zabije. 

## Odezva na Henryho činy mezi anarchisty
Za atentát v café Terminus Henry dočkal mnoha odsouzení, například od Octave Mirbeaua: „Henry tvrdí, že je anarchistou… Je to dnes u kriminálníků módou tvrdit toto o sobě zatímco páchají zločiny… Smrtelný nepřítel anarchie by nemohl jednat lépe než Emile Henry.“ Odsoudil jej i jeho přítel Charles Malato, Élisée Reclus nebo Jean Grave. Postoj běžných anarchistů byl podle policejních zpráv poněkud jiný. Atentát v podstatě schvalovali, ale litovali, že nebyl vedený proti opravdovým představitelům moci. Malá část anarchistů-individualistů schvalovala jeho čin a následovala jeho záměr pokračovat v dalších atentátech. Tato skupina svou příslušnost k Henryho osobě také dokazovala pořádáním poutí v následujících letech k Henryho hrobu.